# テディ・ルーズベルト・テリア
テディ・ルーズベルト・テリア（英：Teddy Roosvelt Terrier）とは、アメリカ合衆国原産のテリア犬種である。19世紀末にイギリスから輸入されたラット・テリアが改良される中で生まれた短足の犬種で、初期のうちは脚の長いAタイプと区別して、Bタイプ等と呼ばれていた。交雑の詳細は不明ながら、ダックスフントやコーギーが交配されたと推測されている。後にラット・テリアから独立し、ラット・テリア愛好家であった米国大統領セオドア・ルーズベルトのニックネームから「テディ・ルーズベルト・テリア」と名付けられた。1999年にアメリカのユナイテッドケネルクラブに公認犬種として登録された。犬種が分けられてからは、ブリーダーの間ではラット・テリアとの交配が避けられている。
容姿はラット・テリアに似ているが、胴長短足である。体高20～38cmの中型犬で、コートはスムースコート、毛色はホワイトの地に茶色やブラックなどのマーキングがあるものなど。性格は好奇心旺盛で賢く、仲間思いである。